# In Trance
In Trance (англ. У трансі) — третій студійний альбом німецького гурту Scorpions, представлений 17 вересня 1975 року у Європі та у березні 1976 — у США. Музика альбому була повним відходом від прогресивного краутрока двох попередніх альбомів. Замість цього з’явився хард-рок із коротшими та жорсткішими аранжуваннями, за допомогою яких група досягла свого глобального успіху та слави. Розширені сюїти в дусі таких пісень, як «Lonesome Crow» і «Fly to the Rainbow» відсутні взагалі. Це був перший із двох студійних альбомів, на якому виступав барабанщик Руді Леннерс, і перший альбом гурту, який містив нині відомий логотип та суперечливу обкладинку.

## Обкладинка
Оригінальна версія обкладинки альбому, яку зробив Майкл фон Гімбут, зазнала цензури за те, що вона чітко показує оголені груди моделі, що звисає до гітари. Пізніші випуски затемнювали груди, щоб їх не було видно. Це перша з багатьох обкладинок альбомів Scorpions, які зазнали цензури.
В інтерв’ю 2008 року Рот стверджував, що ранні обкладинки альбомів Scorpions загалом були «ідеєю звукозаписної компанії, але ми, безумовно, не заперечували». Проте він класифікував обкладинку In Trance як «прикордонну»(в оригіналі «borderline»)
Гітара Stratocaster, яка зображена на обкладинці, належала Роту, і можна побачити, як він грає на тій самій гітарі на обкладинці альбому Electric Sun - Fire Wind. Це гітара, яку Рот використовував на всіх наступних альбомах Scorpions і Electric Sun, на яких він грав.

## Список композицій
| Сторона А | Сторона А             | Сторона А                                   | Сторона А  |
| #         | Назва                 | Автор                                       | Тривалість |
| --------- | --------------------- | ------------------------------------------- | ---------- |
| 1.        | «Dark Lady»           | Ульріх Рот                                  | 3:25       |
| 2.        | «In Trance»           | Рудольф Шенкер, Клаус Майне                 | 4:42       |
| 3.        | «Life’s Like a River» | Ульріх Рот, Рудольф Шенкер, Коріна Фортманн | 3:50       |
| 4.        | «Top of the Bill»     | Рудольф Шенкер, Клаус Майне                 | 3:22       |
| 5.        | «Living and Dying»    | Рудольф Шенкер, Клаус Майне                 | 3:18       |

| Сторона Б | Сторона Б          | Сторона Б                   | Сторона Б  |
| #         | Назва              | Автор                       | Тривалість |
| --------- | ------------------ | --------------------------- | ---------- |
| 1.        | «Robot Man»        | Рудольф Шенкер, Клаус Майне | 2:42       |
| 2.        | «Evening Wind»     | Ульріх Рот                  | 5:02       |
| 3.        | «Sun in My Hand»   | Ульріх Рот                  | 4:20       |
| 4.        | «Longing for Fire» | Рудольф Шенкер, Ульріх Рот  | 2:42       |
| 5.        | «Night Lights»     | Ульріх Рот                  | 3:14       |

## Учасники запису
- Клаус Майне — вокал
- Рудольф Шенкер — гітара
- Ульріх Рот — гітара
- Френсіс Бухольц — бас
- Руді Леннерс — ударні